# Gordon Watkinson
Gordon Watkinson (* 1964 in Charlottesville, Virginia) ist ein US-amerikanischer bildender Künstler.

## Leben
Watkinson absolvierte ein Studium an der Virginia Commonwealth University. Dort besuchte er mit 24 Jahren eine Fotografieklasse, die sein Interesse am Fotografieren weckte. Nach dem Studium arbeitete er als kommerzieller Fotograf, drehte Werbespots und Videos für Unternehmen. Ende der 1990er Jahre besuchte er das Bauhaus Dessau, das sein Verständnis für Design beeinflusste. Er betätigte sich als Architekturfotograf und stellte seine Bilder bedeutender Bauhaus-Architekturen auf der Ausstellung „Bauhaus zwanzig – 21“ international aus. Er lehrte unter anderem am Nationalmuseum Oslo und der Bauhaus-Universität Weimar.

## Ausstellungen
- 2016 – Bauhaus twenty–21: An Ongoing Legacy. Palm Springs Art Museum, Palm Springs, Kalifornien, USA.
- 2014 – Bauhaus twenty-21: An Ongoing Legacy, Price Tower Arts Center, Bartlesville (OK) / USA.
- 2013 – Bauhaus twenty-21: An Ongoing Legacy, Art Museum of the University of Memphis, Memphis (TN) / USA.
- 2013 – Bauhaus twenty-21: An Ongoing Legacy, Arkansas Arts Center, Little Rock (AR) / USA.
- 2013 – Bauhaus twenty-21: An Ongoing Legacy, Jule Collins Smith Museum of Fine Art, Auburn University, Auburn (AL) / USA.
- 2012 – Bauhaus twenty-21: An Ongoing Legacy, Yksi Expo, Eindhoven / Niederlande.
- 2011 – Bauhaus twenty-21: An Ongoing Legacy, CIVA Centre International pour la Ville, l’Architecture et le Paysage, Brüssel / Belgien.
- 2011 – Bauhaus twenty-21: An Ongoing Legacy, design factory, Bratislava / Slowakei.
- 2010 – Bauhaus twenty-21: An Ongoing Legacy, Jacopic Gallery, Ljubljana / Slowenien.
- 2010 – Bauhaus twenty-21: An Ongoing Legacy, Nordbygg, Nordic Building & Construction Fair, Stockholm / Schweden.
- 2010 – Bauhaus twenty-21: An Ongoing Legacy, Haus der Gegenwart, München.
- 2009 – Bauhaus twenty-21: An Ongoing Legacy, Forum d’Urbanisme et d’Architecture, Nizza / Frankreich.
- 2009 – Bauhaus twenty-21: An Ongoing Legacy, Internationales Kulturzentrum Krakau, Krakau / Polen.
- 2009 – Bauhaus twenty-21: An Ongoing Legacy, Deutsches Architekturmuseum, Frankfurt am Main.

## Publikationen
- Bauhaus zwanzig-21. Ideen für ein neues Jahrhundert. Mit Essays von Falk Jaeger und Peter Cachola Schmal sowie Beiträgen von Michael Siebenbrodt und zwölf prominenten Architekten. 140 Duotone Fotografien und 60 Zeichnungen. Birkhäuser, Basel 2009, ISBN 978-3-03-460055-2.
- Bauhaus twenty-21. An Ongoing Legacy. With texts by Falk Jaeger and Peter Cachola Schmal, as well as contributions by Michael Siebenbrodt and twelve prominent architects. 140 duotone photographs and 60 line drawings. Birkhäuser, Basel 2009, ISBN 978-3-03-460054-5.
- Bauhaus XX-XXI. Dziedzictwo wciąż żywe. Krakau: Internationales Kulturzentrum Krakau, 2009.